# Internet bookmark

No contexto da World Wide Web e da folksonomia, um favorito ou marcador (do inglês: internet bookmark, ou simplesmente bookmark) é um endereço da Internet ou página da web (URL) adicionado na "lista de favoritos" do navegador web à pedido do usuário porporcionando fácil acesso - semelhante ao marcador de página de um livro - que são acessados via menu no navegador. Existem aplicativos externos que oferecem gerenciamento de favoritos.

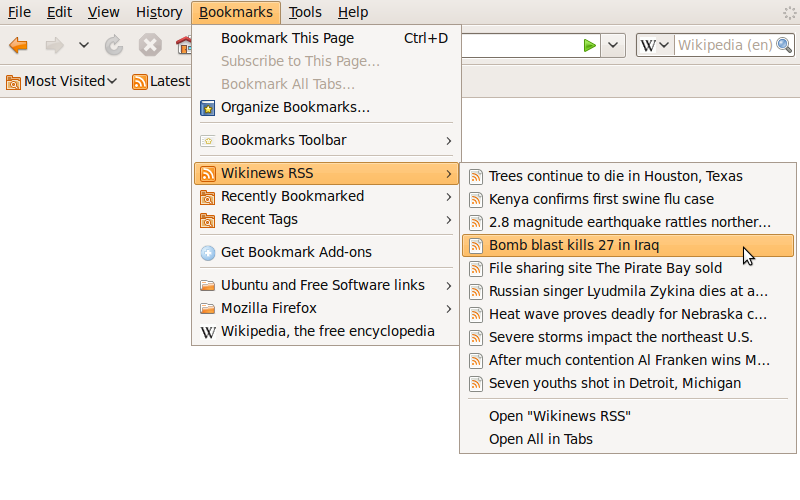
O menu Favoritos no Mozilla Firefox.

Não confunda um Internet bookmark, favorito/marcador, que é um endereço na Internet guardado no próprio navegador utilizado, com o Social Bookmarks, que salva o endereço da Internet directamente em uma "lista de favoritos" online em uma página/sítio social, partilhando com os outros membros dessa.